# Arhitektura u 1917.
◄◄ | ◄ | 1914. | 1915. | 1916. | 1917.  | 1918. | 1919. | 1920. | ► | ►►
Arhitektura • Astronomija • Biologija • Film • Fotografija • Glazba • Kazalište • Kemija • Kiparstvo • Knjige • Književnost • Kršćanstvo • Meteorologija • Medicina • Planinarstvo • Politika • Pravo • Promet • Slikarstvo • Strip • Šport • Televizija • Znanost • Zrakoplovstvo • Željeznički promet
Arhitektura u 1917.

## Hrvatska i u Hrvata

### Rođenja
- 15. kolovoza − Bruno Milić,  hrvatski arhitekt i urbanist († 2009.)

## Vanjske poveznice
|  | Zajednički poslužitelj ima još gradiva o temi Arhitektura u 1910-im |